# Watch the Throne
| Recensione      | Giudizio |
| --------------- | -------- |
| AllMusic        |          |
| Rolling Stone   |          |
| The Guardian    |          |
| Chicago Tribune |          |
| Spin            |          |
| XXL             |          |
| Pitchfork       |          |
| Q               |          |
| RapReviews      |          |
| Prefix          |          |

Watch the Throne è un album collaborativo tra i rapper statunitensi Jay-Z e Kanye West, distribuito in esclusiva mondiale su iTunes dall'8 agosto 2011 mentre l'edizione fisica è uscita nei negozi quattro giorni dopo per la Roc-A-Fella Records, Roc Nation e Def Jam Recordings.
Candidato ai Grammy Award nelle categorie al miglior album rap e miglior confezionamento di un album, il progetto è stato definito dalla critica musicale tra i migliori album collaborativi del decennio 2010, mentre la rivista Billboard l'ha definito come il migliore di tutti i tempi. Dall'album sono stati estratti sette singoli, tra cui Otis e Niggas in Paris, entrambi riconosciuti con il Grammy Award alla miglior canzone rap, e No Church in the Wild, riconosciuto con il Grammy Award alla miglior collaborazione con un artista rap.
Commercialmente il progetto discografico è divenuto il dodicesimo album di Jay-Z e il quinto di West ad esordire alla prima posizione della Billboard 200, divenendo il nono album più venduto negli Stati Uniti del 2011, vendendo complessivamente 5 milioni di copie certificate dalla RIAA al 2020.

## Descrizione
L'album vede la partecipazione di numerosi artisti e produttori, tra cui Frank Ocean, The-Dream, Beyoncé e Mr Hudson. 
Accolto positivamente dalla critica, totalizza 76/100 su Metacritic, punteggio basato su 42 recensioni.

## Tracce
1. No Church in the Wild (feat. Frank Ocean) – 4:32 (Kanye West, Shawn Carter, Christopher Breaux, Charles Njapa, Michael Dean, Terius Nash, Gary Wright, Phil Manzanera, James Brown, Joseph Roach)
2. Lift Off (feat. Beyoncé) – 4:26 (Kanye West, Shawn Carter, Jeff Bhasker, Mike Dean, Peter Hernandez, Seal Samuel)
3. Niggas in Paris – 3:39 (Kanye West, Shawn Carter, Chauncey Hollis, Mike Dean, W.A. Donaldson)
4. Otis (feat. Otis Redding) – 2:58 (Kanye West, Shawn Carter, Harry Woods, Jimmy Campbell, Reg Connelly, Kirk Robinson, Roy Hammond, James Brown, Joseph Roach)
5. Gotta Have It – 2:20 (Kanye West, Shawn Carter, Pharrell Williams, Chad Hugo, James Brown, Joseph Roach, Tony Pinckney, Fred Wesley)
6. New Day – 4:32 (Kanye West, Shawn Carter, Robert Diggs, Mike Dean, Leslie Bricusse, Anthony Newley)
7. That’s My Bitch – 3:22 (Kanye West, Shawn Carter, Kamaal Fareed, Jeff Bhasker, Justin Vernon, James Brown, Bobby Byrd, Ronald Lenhoff, Jeremiah Lordan)
8. Welcome to the Jungle – 2:54 (Kanye West, Shawn Carter, Kasseem Dean, Mike Dean)
9. Who Gon Stop Me – 4:16 (Kanye West, Shawn Carter, Shama Joseph, Mike Dean, Maurice Simmonds, Joshua Kierkegaard)
10. Murder to Excellence – 5:00 (Kanye West, Shawn Carter, Kasseem Dean, Larry Griffin Jr., Scott Mescudi, Quincy Jones, Harvey Mason, Jr., Joel Rosenbaum, Caiphus Semenya, Bill Summers, Mihaela Modorcea, Gabriela Modorcea)
11. Made in America (feat. Frank Ocean) – 4:52 (Kanye West, Shawn Carter, Shama Joseph, Mike Dean, Christopher Breaux)
12. Why I Love You (feat. Mr Hudson) – 3:21 (Kanye West, Shawn Carter, Mike Dean, Philippe Cerboneschi, Hubert Blanc-Francard, Tony Camillo, Mary Sawyer)

Edizione deluxe
1. Illest Motherfucker Alive – 5:25 (Kanye West, Shawn Carter, Mike Dean, Joshua Luellen, Scott Mescudi)
2. H•A•M – 4:35 (Kanye West, Shawn Carter, Lexus Lewis, Mike Dean)
3. Primetime – 3:19 (Kanye West, Shawn Carter, Ernest Wilson, Russell Simmons, Lawrence Smith, Maureen Reid)
4. The Joy (feat. Curtis Mayfield) – 5:17 (Kanye West, Shawn Carter, Curtis Mayfield, Peter Phillips, Scott Mescudi, John Zachary)

## Successo commerciale
L'album ha ottenuto in un solo giorno più di 150.000 vendite in tutto il mondo su iTunes, terminando in vetta alle classifiche di 23 paesi, e superando le vendite del primo giorno di Born This Way, album di Lady Gaga, che fino alla pubblicazione di Watch the Throne era l'album più acquistato al primo giorno di uscita, nel 2011.
Nei primi sei mesi del 2012, l'album ha venduto 225 000 copie negli Stati Uniti.

## Classifiche

### Classifiche settimanali
| Classifica (2011)         | Posizione massima |
| ------------------------- | ----------------- |
| Australia                 | 2                 |
| AUS Urba                  | 1                 |
| Austria                   | 12                |
| Belgio (Fiandre)          | 7                 |
| Belgio (Vallonia)         | 16                |
| Canada                    | 1                 |
| Danimarca                 | 2                 |
| Francia                   | 10                |
| Germania                  | 2                 |
| Finlandia                 | 23                |
| Italia                    | 58                |
| Norvegia                  | 1                 |
| Nuova Zelanda             | 4                 |
| Paesi Bassi               | 3                 |
| Regno Unito               | 4                 |
| UK R&B                    | 1                 |
| Spagna                    | 43                |
| Stati Uniti               | 1                 |
| US Top R&B/Hip-Hop Albums | 1                 |
| US Top Rap Albums         | 1                 |
| Svezia                    | 27                |
| Svizzera                  | 1                 |

### Classifiche di fine anno
| Classifica (2011)         | Posizione massima |
| ------------------------- | ----------------- |
| Australia                 | 48                |
| Canada                    | 22                |
| Danimarca                 | 77                |
| Stati Uniti               | 14                |
| US Top R&B/Hip-Hop Albums | 6                 |
| US Top Rap Albums         | 5                 |
| Classifica (2012)         | Posizione massima |
| Stati Uniti               | 51                |
| US Top R&B/Hip-Hop Albums | 7                 |
| US Top Rap Albums         | 6                 |